# Marystown
Marystown est une ville canadienne de Terre-Neuve-et-Labrador peuplée de 5 506 habitants.
Situé à 306 km de la capitale de la province, Saint-Jean, il se trouve sur la péninsule de Burin. Jusqu'au début des années 90, son économie reposait en grande partie sur la construction navale, et c'est en partie pour cette raison que la ville a connu une augmentation de sa population de 295% en un peu plus d'une décennie. La ville dépendait également de l'usine de transformation du poisson pour l'emploi.
Bien que le chantier naval soit toujours présent dans la ville, les habitants ont dû chercher ailleurs une source de revenus économique au cours de la dernière décennie. La fermeture des usines de transformation du poisson à Terre-Neuve a également contribué au déclin de la subsistance économique. Mortier Bay a également joué un rôle stratégique pendant la guerre et a été le site choisi pour évacuer la famille royale et regrouper la marine britannique en cas d'invasion de la Grande-Bretagne par les Allemands.
Le chantier naval de Marystown, qui a ouvert ses portes en 1967, constituait l’épine dorsale de l’économie jusqu’au début des années 1990, lorsque le chantier a été privatisé par le gouvernement provincial. En 2011, l'usine de transformation du poisson de la ville a fermé ses portes. Actuellement, la pisciculture et les chantiers navals restent importants pour l'économie locale.

## Municipalités limitrophes

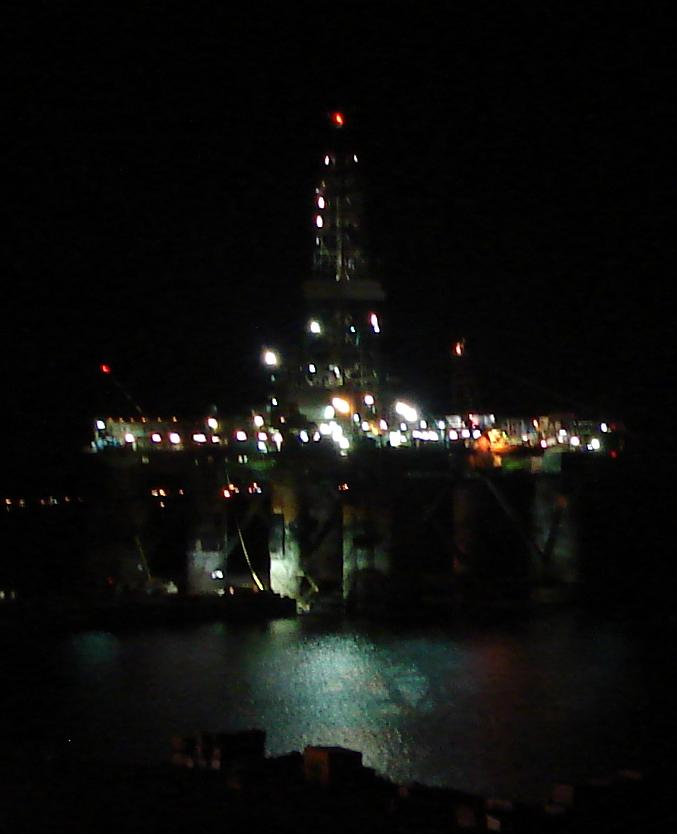
Plate-forme pétrolière amarrée à Mortier Bay.

## Démographie
| 2001  | 2006  | 2011  | 2016  |
| ----- | ----- | ----- | ----- |
| 5 908 | 5 436 | 5 506 | 5 316 |